# Matsumoto (ciutat)
Matsumoto (松本市, Matsumoto-shi) és una ciutat localitzada a la prefectura de Nagano, Japó. Matsumoto és designada com una ciutat especial.

## Història
La ciutat ha estat governada entre els segles XIV i XV pel clan Ogasawara fins que van perdre contra el clan Ishikawa el segle xvi. Va ser un municipi l'1 de maig de 1907.
En la nit del 27 al 28 juny de 1994, la secta Aum Shinrikyo, va cometre un atac amb gas sarín en la ciutat, matant a vuit persones i 200 altres intoxicants.